# Пјан ди Розе (Пезаро и Урбино)
Пјан ди Розе је насеље у Италији у округу Пезаро и Урбино, региону Марке.
Према процени из 2011. у насељу је живело 469 становника. Насеље се налази на надморској висини од 108 м.